# Rockaria!
Rockaria! è un singolo del gruppo musicale britannico pubblicato nel 1977 ed estratto dall'album A New World Record.
Il brano è stato scritto e prodotto da Jeff Lynne.

## Tracce
- 7"

1. Rockaria!
2. Poker